# Жузумдик (Байдибекский район)
Жузумдик (каз. Жүзімдік) — село в Байдибекском районе Туркестанской области Казахстана. Входит в состав Жамбылского сельского округа. Находится на реке Арыстанды. Код КАТО — 513653200.

## Население
В 1999 году население села составляло 533 человека (271 мужчина и 262 женщины). По данным переписи 2009 года, в селе проживало 590 человек (300 мужчин и 290 женщин).